# William D. Whitney
William Dwight Whitney (9 de febrer de 1827, Northampton, Massachusetts, Estats Units - 7 de juny de 1894, New Haven, Connecticut, EUA) fou un filòleg, lingüista i orientalista estatunidenc.

## Biografia
Fill d'un banquer i de la filla d'un important home de negocis, es graduà a la Universitat de Williams del seu estat, on s'inclinà al començament per les ciències naturals, en particular per la botànica i la climatologia. El seu interès pel sànscrit es despertà el 1848 i des d'aleshores estudià filologia. Després d'un breu curs a Yale amb el professor Edward Salisbury, llavors l'únic orientalista dels Estats Units, Whitney anà a Alemanya el 1850 i estudià tres anys a Berlín amb els comparatistes Albrecht Weber, Franz Bopp i l'egiptòleg Karl Richard Lepsius, i a Tübingen amb Rudolf Roth. Tornà als Estats Units el 1853 i el 1854 fou nomenat professor de sànscrit a Yale fins al 1869, quan es feu càrrec també de l'assignatura de gramàtica comparada. Feu classes també de francès i d'alemany en aquesta universitat fins al 1867, i a l'Escola Científica de Sheffield fins al 1886. Declinà el 1869 ser professor a Harvard. Fou membre de moltes acadèmies i societats científiques i n'obtingué honors, com el 1870 el primer premi Bopp de l'Acadèmia de Ciències de Berlín a la més important contribució a la filologia durant el trienni antecedent per la seva edició del Taittiriya-Praticakhya. Escrigué a més A Sanskrit Grammar, Including both the Classical Language and the Older Dialects of Veda and Brahmana el 1879 i s'anticipà el 1867, abans que Ferdinand de Saussure, en l'estudi sobre el caràcter arbitrari del signe lingüístic. Entre les seves obres importants hi ha també La vie du langage (1875) i A Commendious German Grammar.

## Obres
- Language and the Study of Language: Twelve Lectures on the Principles of Linguistic Science (1867)
- On the Material and Form in Language (1872)
- Oriental and Linguistic Studies - First Series: The Veda, The Avesta, The Science of Language (1872)
- Oriental and Linguistic Studies - Second Series: The East and West, Religion and Mythology, Hindu Astronomy (1874)
- Darwinism and Language (1874)
- The Life and Growth of Language: An Outline of Linguistic Science (1875)
- Essentials of English Grammar for the Use of Schools (1877)
- Sanskrit Grammar: Including Both the Classical Language, and the Older Dialects, of Veda and Brahmana (1879, 2d edn. 1889)
- Language and its Study: with Special Reference to the Indo-European (lectures) (1880)
- Logical Consistency in Views of Language (1880)
- Mixture in Language (1881)
- The Roots, Verb-forms and Primary Derivatives of the Sanskrit Language (supplement to Sanskrit Grammar) (1885)
- Practical French Grammar (1887)
- A Compendious German and English Dictionary (1887)
- The Century Dictionary (editor) (1889-1891)
- Introductory French Reader (1891)
- Max Müller's Science of Language (1893)
- Atharva Veda Samhita 3 vol. (traductor)
- The History of Sanskrit Grammar (Indian reprint edition of Sanskrit Grammar)
- Manuscript Diary (reimpresión)
- Oriental and Linguistic Essays
- On the Vedas
- Whitney on Language: Selected Writings of William Dwight Whitney